# Il decimo clandestino (film)
Il decimo clandestino è un film televisivo del 1989 diretto da Lina Wertmüller.

## Trama
Alla morte del marito, la contadina Marcella è costretta a cercare lavoro; per farlo si trasferisce a Bologna portando con sé i nove figli. Impossibilitata ad affittare una casa per un nucleo così numeroso, trova alloggio nella soffitta di una residenza di lusso, tacendo sulla presenza dei bambini ai locatori. Scoperta la realtà, la padrona di casa reagisce con durezza: il motivo è dato non dalla residenza clandestina dei bambini, ma dall'invidia provata per l'esistenza stessa dei fanciulli, causata dalla perdita dell'unico figlio, circostanza che le ha fatto naufragare il matrimonio e indurito il cuore.

## Produzione
Tratto dall'omonimo racconto di Giovannino Guareschi, il film fu girato a Bologna.
(Lina Wertmüller)

## Distribuzione
Il film faceva parte di un ciclo televisivo intitolato Amori, composto da sei film; gli altri cinque sono: Il vizio di vivere di Dino Risi, La moglie ingenua e il marito malato di Mario Monicelli, Mano rubata di Alberto Lattuada, Gioco di società di Nanni Loy e Cinema di Luigi Magni.
Il film fu trasmesso su Canale 5 il 2 maggio 1989.
Internazionalmente fu presentato il 12 maggio al Festival di Cannes 1989 nella sezione Un Certain Regard in una edizione più lunga di quella televisiva, e al Festival Des Films du Monde di Montréal.

## Accoglienza

### Critica
(Ugo Buzzolan, La Stampa, 3 maggio 1989)